# Atletica leggera ai Giochi della IX Olimpiade - Getto del peso

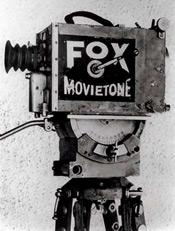
Video della Finale (durata: 0'50")

La competizione del getto del peso di atletica leggera ai Giochi della IX Olimpiade si tenne il giorno 29 luglio 1928 allo Stadio Olimpico di Amsterdam.

## L'eccellenza mondiale
In maggio il tedesco Emil Hirschfeld ha portato il record del mondo a 15,79 metri. Durante la stagione è rimasto imbattuto.

Herman Brix, vincitore dei Trials americani con 15,54, è il rivale più accreditato.

## Risultati

### Turno di qualificazione
Tutti i 22 iscritti hanno diritto a tre lanci. Poi si stila una classifica. I primi sei disputano la finale (tre ulteriori lanci).
I sei finalisti si portano dietro i risultati della qualificazione.
Herman Brix (USA) ed Emil Hirschfeld (Ger) eseguono due ottimi lanci al primo turno: 15,75 e 15,72, poco sotto il tetto del mondo.
| Pos. | Atleta          | Nazione       | Misura | Piazz. |
| ---- | --------------- | ------------- | ------ | ------ |
| 1    | Herman Brix     | Stati Uniti   | 15,75  | 1      |
| 2    | Eric Krenz      | Stati Uniti   | 14,99  | 4      |
| 3    | Armas Wahlstedt | Finlandia     | 14,69  | 5      |
| 3    | Wilhelm Uebler  | Germania      | 14,69  | 5      |
| 5    | Werner Nüesch   | Svizzera      | 13,77  | 10     |
| 6    | Rex Woods       | Gran Bretagna | 12,70  | 17     |
| 7    | Raoul Paoli     | Francia       | 12,68  | 18     |
| 8    | Alexandru Fritz | Romania       | 12,55  | 19     |
| 9    | Jesús Aguirre   | Messico       | 11,33  | 22     |

| Pos. | Atleta              | Nazione        | Misura | Piazz. |
| ---- | ------------------- | -------------- | ------ | ------ |
| 1    | Emil Hirschfeld     | Germania       | 15,72  | 2      |
| 2    | John Kuck           | Stati Uniti    | 15,03  | 3      |
| 3    | Harlow Rothert      | Stati Uniti    | 14,68  | 7      |
| 4    | József Darányi      | Ungheria       | 14,35  | 8      |
| 5    | Paavo Yrjölä        | Finlandia      | 14,01  | 9      |
| 6    | Édouard Duhour      | Francia        | 13,72  | 11     |
| 7    | Nikolai Feldmann    | Estonia        | 13,54  | 12     |
| 8    | Johan Trandem       | Norvegia       | 13,40  | 13     |
| 9    | František Douda     | Cecoslovacchia | 13,12  | 14     |
| 10   | Dimitrios Karabatis | Grecia         | 12,98  | 15     |
| 11   | Ion David           | Romania        | 12,82  | 16     |
| 12   | Auguste Vos         | Belgio         | 12,52  | 20     |
| 13   | Robert Howland      | Gran Bretagna  | 12,52  | 21     |

### Finale
I due atleti sono i favoriti per la vittoria finale. Ma alla quinta prova il connazionale Kuck (terzo ai Trials) stupisce tutti con un lancio che gli vale il nuovo record del mondo e la vittoria.
| Pos.    | Atleta          | Età | Nazione     | Lanci qualificazione | Lanci qualificazione | Lanci qualificazione | Lanci Finale | Lanci Finale | Lanci Finale | Misura | Spareggio |
| Pos.    | Atleta          | Età | Nazione     | 1°                   | 2°                   | 3°                   | 1°           | 2°           | 3°           | Misura | Spareggio |
| ------- | --------------- | --- | ----------- | -------------------- | -------------------- | -------------------- | ------------ | ------------ | ------------ | ------ | --------- |
| Oro     | John Kuck       | 23  | Stati Uniti | (15,00)              | (14,80)              | 15,43                | (15,10)      | 15,87        | (15,20)      | 15,87  |           |
| Argento | Herman Brix     | 22  | Stati Uniti | 15,75                | (15,30)              | (15,30)              | (15,40)      | (15,20)      | (15,50)      | 15,75  |           |
| Bronzo  | Emil Hirschfeld | 25  | Germania    | 15,72                | 14,98                | 15,52                | 15,63        | 14,78        | 15,01        | 15,72  |           |
| 4       | Eric Krenz      | 22  | Stati Uniti | 13,80                | 14,99                | ?                    | ?            | ?            | ?            | 14,99  |           |
| 5       | Armas Wahlstedt | 23  | Finlandia   | 14,69                | (14,40)              | (13,90)              | (14,00)      | (14,00)      | (13,90)      | 14,69  | 13,92     |
| 6       | Wilhelm Uebler  | 29  | Germania    | 14,69                | 14,64                | 14,66                | 14,05        | 13,91        | 14,58        | 14,69  | 13,82     |